# トーマス・キャラブロ
トーマス・キャラブロ（Thomas Calabro、1959年2月3日 - ）は、アメリカ合衆国の俳優。

## 出演作品
- メルローズ・プレイス（マイケル・マンシーニ）